# 梅田村 (群馬県)
梅田村（うめだむら）は、群馬県の東部、山田郡に属していた村。栃木県と境を接する。
現在の桐生市梅田町（桐生市第14区）に相当する。

## 概要
町村制以前の5ヶ村と田沼町飛駒の一部が現在の梅田町1-5丁目となっている。
- 上久方村 → 1丁目
- 浅部村 → 2丁目
- 高沢村 → 3丁目
- 二渡村 → 4丁目 ← 飛駒の一部（入飛駒）
- 山地村 → 5丁目

## 地理
桐生川の上流に位置する。
- 山岳：根本山、三境山、残馬山、鳴神山
- 河川：桐生川、忍山川、高沢川
- 湖沼：梅田湖

## 歴史
- 1889年（明治22年）4月1日 - 町村制施行により、上久方村、浅部村、高沢村、二渡村、山地村が合併し山田郡梅田村が成立する。
- 1954年（昭和29年）10月1日 - 相生村、川内村の一部とともに桐生市へ編入する。桐生市梅田町（桐生市第14区）となる。
- 1968年（昭和43年）4月1日 - 田沼町飛駒の一部（入飛駒）が桐生市へ編入する。入飛駒は桐生市第14区の一部となる。

## 人口
- 1920年（大正9年）：3,835人
- 1940年（昭和15年）：3,958人

## 教育

### 学校
- 中学校
  - 梅田中学校
- 小学校
  - 梅田南小学校
  - 梅田北小学校 - 桐生市編入後に廃校。

### 公民館
- 梅田公民館